# Marek Wrona
Marek Wrona (Olawa, 31 augustus 1966) is een voormalig Pools wielrenner.

## Belangrijkste overwinningen
1989
8e etappe Ronde van Polen
Eindklassement Ronde van Polen
1990
Eindklassement Szlakiem Grodow Piastowskich
1993
9e etappe Ronde van Polen
1998
Memoriał Andrzeja Trochanowskiego